# أبو (اليابان)
أبو هي بلدية في اليابان، وبلدة في اليابان، تقع في ياماغوتشي، ومقاطعة أبو، بلغ عدد سكانها 3,221 نسمة وذلك حسب إحصائيات سنة 2018، تبلغ مساحتها 115.95 كيلومتر مربع.